# Bainbridge Island
Bainbridge Island ist eine Stadt und eine Insel im Kitsap County im Nordwesten des US-Bundesstaats Washington. Sie liegt im Puget Sound. Auf ihr leben 24.825 Einwohner (Stand der Volkszählung im Jahr 2020).

## Geschichte
1792 ankerte George Vancouver mit der HMS Discovery am Südende der Insel. Das Südende taufte er am 29. Mai Restoration Point zu Ehren von Karl II. Bei seiner Erkundung des Gebiets entdeckte er die Agate Passage nicht, sodass Bainbridge Island auf seinen Karten nicht als Insel, sondern als Halbinsel aufgeführt ist.
1841 benannte der US-amerikanische Marineoffizier Charles Wilkes die Insel nach dem Kommodore William Bainbridge, der vor allem für seinen Sieg über die HMS Java im Britisch-Amerikanischen Krieg bekannt ist.
Wichtigste Wirtschaftszweige auf der Insel waren Forstwirtschaft und Schiffbau. Die Insel war bekannt für große und leicht zugängliche Zedern, die besonders für Schiffsmasten gefragt waren. Der erste County Seat des Kitsap Countys war in Port Madison am nördlichen Ende der Insel. Im Zweiten Weltkrieg zählten die japanischstämmigen Bewohner der Insel zu den Ersten Japanern/japanischstämmigen Amerikanern, die im Rahmen der Internierung japanischstämmiger Amerikaner umgesiedelt wurden. Sie kamen ins Minidoka War Relocation Center nach Idaho.
Seit 1991 gehört die Insel verwaltungstechnisch zu ein und derselben Gemeinde, als sich die City of Winslow den Rest der Insel einverleibte und in City of Bainbridge Island umbenannte.

## Partnerstadt
- Ometepe, Nicaragua

## Bekannte Bewohner
- Russell Johnson (1924–2014), Schauspieler
- David Guterson (* 1956), Autor
- Ed Viesturs (* 1959), Bergsteiger
- Elizabeth Mitchell (* 1970), Schauspielerin
- Chris Kattan (* 1970), Comedian
- Tori Black (* 1988), Fotomodell und Pornodarstellerin
- Andrew Wood (1966–1990), Musiker bei Mother Love Bone